# Haz de rectas
En la geometría euclídea, un haz de rectas en el plano es el conjunto de infinitas líneas rectas que pasan por un punto fijo, o incluso el conjunto de infinitas líneas rectas paralelas a una línea recta dada.

## Haz propio

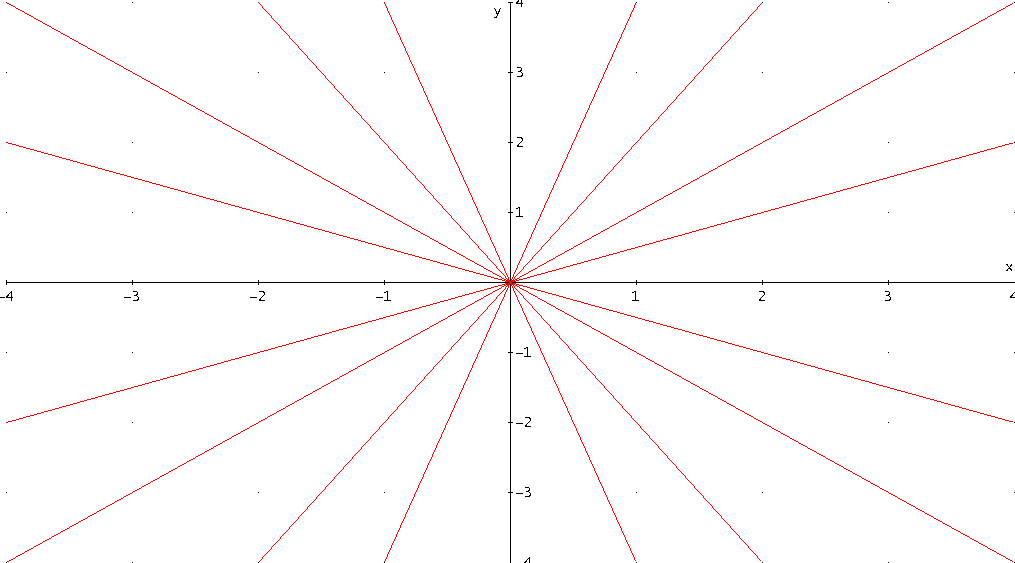
Un haz de rectas con su centro en el origen

Un haz de líneas rectas se dice propio si cada una de sus líneas rectas pasa por el mismo punto, llamado centro o soporte del haz. Este punto se identifica por la intersección de dos líneas rectas cualesquiera del haz. 
Un haz propio de líneas rectas se describe mediante una ecuación similar a la de una sola línea recta, pero en la que las constantes dependen de un parámetro k; cada valor de k corresponde a una línea recta del haz. 
Todas las líneas rectas de un haz propio, excepto la línea recta vertical de ecuación {\displaystyle x=x_{0}\ }, puede parametrizarse haciendo que el coeficiente angular m y el término q dependan del parámetro k: 
{\displaystyle y=m(k)x+q(k)\ }
Si el centro del haz tiene coordenadas {\displaystyle (x_{0},y_{0})} entonces {\displaystyle q(k)=y_{0}-m(k)x_{0}} y la ecuación también se puede escribir como 
{\displaystyle y-y_{0}\,=m(k)(x-x_{0})\ }
Otra posible parametrización de todas las líneas rectas del haz que pasan por {\displaystyle (x_{0},y_{0})} es: 
{\displaystyle (x-x_{0})\sin \alpha =(y-y_{0})\cos \alpha \ }
donde el parámetro {\displaystyle \alpha } varía en el rango {\displaystyle [0,\pi ]}

## Haz impropio

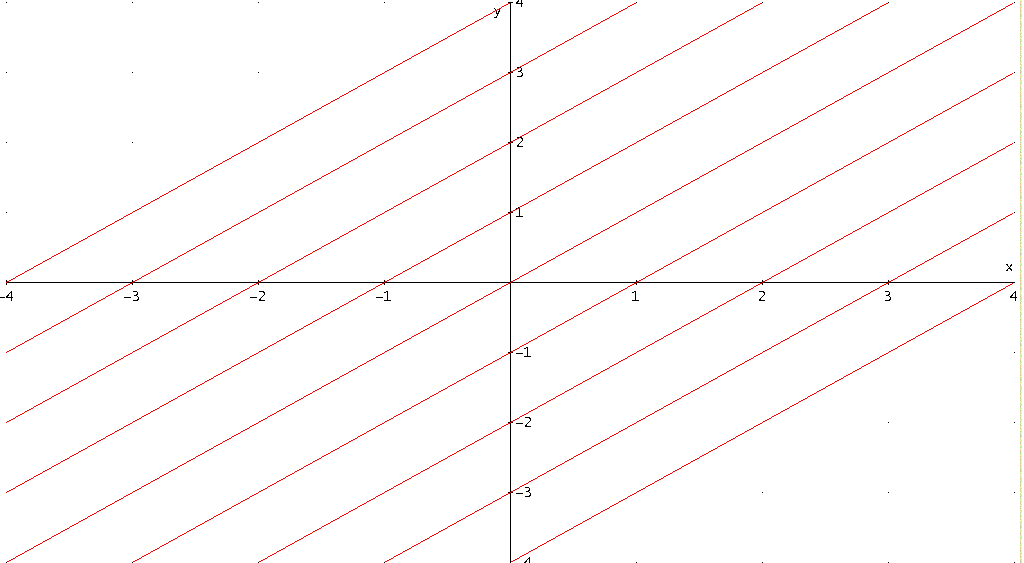
Un haz impropio de líneas rectas

Se dice que un haz de líneas rectas es impropio si sus líneas rectas son todas paralelas entre sí. 
Como en el caso del un haz propio, todas las líneas rectas de un haz impropio pueden parametrizarse observando que ahora el coeficiente angular de las líneas rectas es constante. El haz de rectas se puede parametrizar como 
{\displaystyle y=mx+q(k)\ }
o, en el caso de líneas rectas verticales, como 
{\displaystyle x=q(k)\ }
Otra posible parametrización con respecto a k es: 
{\displaystyle a(x-x_{0})+b(y-y_{0})=k\ }

## Recta excluida de un haz
Se denomina excluida a la línea recta de un haz que no se puede obtener con ningún valor de k . Sin embargo, se puede decir que es posible aproximarse a esta línea recta todo lo que se quiera, puesto que el parámetro k asume valores tan grandes (positivos o negativos) como se quiera, es decir, cuando {\displaystyle k\rightarrow \pm \infty } . 

## Haces de líneas rectas en tres dimensiones
En el espacio euclidiano tridimensional, el conjunto de todas las líneas rectas que pasan por el mismo punto (o todas paralelas entre sí) se llama radiación de rectas. Un haz de rectas es el subconjunto de líneas rectas que se encuentran en el mismo plano.

## Haces de líneas rectas en geometrías no euclidianas
Dentro de las geometrías no euclidianas es posible definir, en analogía con los haces de líneas rectas, los haces de geodésicas. Por ejemplo, en geometría hiperbólica, donde la distancia más corta entre dos puntos está dada por hipérbolas, se puede hablar de un haz de rectas hiperbólicas. En estos casos, la definición de haz imoropio debe tratarse con mayor detalle. 